# Jardim Braamcamp Freire
O Jardim Braamcamp Freire, também referido como Jardim do Campo de Santana ou Jardim do Campo Mártires da Pátria, é um jardim situado na metade sul do Campo dos Mártires da Pátria, na freguesia de Arroios, antiga freguesia da Pena, em Lisboa.
Possui uma área de 1,3 ha, com um traçado orgânico, com lagos, uma esplanada, e alguma estatuária. O espaço ajardinado possui um conjunto de árvores classificadas e aves exóticas, destacando-se uma estátua do Dr. Sousa Martins.
Na metade norte do Campo dos Mártires da Pátria fica localizado um campo polidesportivo ao ar livre e um parque infantil.

## História
Foi, em tempos, um matadouro, uma praça de touros e Feira da Ladra. Foi neste local que foram enforcados os 11 companheiros de Gomes Freire, em 1817, resultando daí a mudança da toponímia de Campo de Santana para Mártires da Pátria.

## Vegetação classificada
Possui vários exemplares de árvores classificadas como Arvoredo de Interesse Público:
- duas Ficus benjamina L.[4]
- Taxus baccata L.[4]
- Casuarina cunninghamiana Miquel[5]
- duas Metrosideros excelsa Soland ex Gaertn.[6]
- duas Phytolacca dioica L.[7]